# Gonzaga amabilis
Gonzaga amabilis is een insect uit de familie van de gaasvliegen (Chrysopidae), die tot de orde netvleugeligen (Neuroptera) behoort. 
Gonzaga amabilis is voor het eerst wetenschappelijk beschreven door Navás in 1932.